# Trigger
Trigger — мініальбом та пісня шведського метал-гурту In Flames. Мініальбом було видано 10 червня 2003 року у підтримку до альбому Reroute to Remain, що побачив світ роком раніше. Заголовна пісня була використана як саундтрек до фільму «Фредді проти Джейсона».

## Список пісень
| #     | Назва                                    | Тривалість |
| ----- | ---------------------------------------- | ---------- |
| 1.    | «Trigger (Edit)»                         | 4:04       |
| 2.    | «Watch Them Feed»                        | 3:12       |
| 3.    | «Land of Confusion» (Genesis cover)      | 3:22       |
| 4.    | «Cloud Connected (Club Connected Remix)» | 4:11       |
| 5.    | «Moonshield (C64 Karaoke version)»       | 2:36       |
| 17:26 |                                          |            |

| Розширене видання | Розширене видання               | Розширене видання |
| #                 | Назва                           | Тривалість        |
| ----------------- | ------------------------------- | ----------------- |
| 1.                | «Trigger» (Music video)         |                   |
| 2.                | «Cloud Connected» (Music video) |                   |

## Відео
Сюжет відеокліпу Trigger заснований на протистоянні двох гуртів: In Flames, які грають у клубі, та Soilwork, що постійно зачіпають та провокують музикантів. Натомість, у кліпі Soilwork, який має назву Rejection Role, ситуація подана навпаки: там вже учасники In Flames грать роль «поганих хлопців». Після виходу цих відеоробіт дехто вважав, ніби між гуртами і справді існує певна напруженість у стосунках, однак музиканти товаришують у житті і концепт подвійного відео придумали як жарт.

## Список учасників
- Андерс Фріден — вокал
- Єспер Стремблад — гітара
- Бйорн Гелотте — гітара
- Петер Іверс — бас-гітара
- Даніель Свенссон — ударні